# Fumaria purpurea
Fumaria purpurea là một loài thực vật có hoa trong họ Anh túc. Loài này được Pugsley mô tả khoa học đầu tiên năm 1902.